# توربور (تگزاس)
توربور (به انگلیسی: Thurber) یک منطقهٔ مسکونی در ایالات متحده آمریکا است که در شهرستان ایراث، تگزاس واقع شده‌است.